# العلاقات التشيلية الليسوتوية
العلاقات التشيلية الليسوتوية هي العلاقات الثنائية التي تجمع بين تشيلي وليسوتو.

## مقارنة بين البلدين
هذه مقارنة عامة ومرجعية للدولتين:
| وجه المقارنة                                              | تشيلي                         | ليسوتو                      |
| --------------------------------------------------------- | ----------------------------- | --------------------------- |
| المساحة (كم2)                                             | 756.10 ألف                    | 32.96 ألف                   |
| عدد السكان (نسمة)                                         | 17.37 مليون                   | 2.23 مليون                  |
| الكثافة السكانية (ن./كم²)                                 | 22.97                         | 67.66                       |
| العاصمة                                                   | سانتياغو                      | ماسيرو                      |
| اللغة الرسمية                                             | اللغة الإسبانية               | لغة إنجليزية، اللغة السوتية |
| العملة                                                    | بيزو تشيلي، وحدة حساب تشيلية ‏ | لوتي ليسوتو                 |
| الناتج المحلي الإجمالي (بليون دولار)                      | 277.08 مليار                  | 2.64 مليار                  |
| الناتج المحلي الإجمالي (تعادل القوة الشرائية) بليون دولار | 419.39 مليار                  | 6.30 مليار                  |
| الناتج المحلي الإجمالي الاسمي للفرد دولار أمريكي          | 13.42 ألف                     | 1.07 ألف                    |
| الناتج المحلي الإجمالي للفرد دولار أمريكي                 | 22.07 ألف                     | 2.64 ألف                    |
| مؤشر التنمية البشرية                                      | 0.832                         | 0.497                       |
| رمز المكالمات الدولي                                      | +56                           | +266                        |
| رمز الإنترنت                                              | .cl                           | .ls                         |
| المنطقة الزمنية                                           | 00، 00، 00، 00                | ت ع م+02:00                 |

## منظمات دولية مشتركة
يشترك البلدان في عضوية مجموعة من المنظمات الدولية، منها:
| علم المنظمة | اسم المنظمة                               | تاريخ انضمام تشيلي | تاريخ انضمام ليسوتو |
| ----------- | ----------------------------------------- | ------------------ | ------------------- |
|             | مؤسسة التنمية الدولية                     | 30 ديسمبر 1960     | 19 سبتمبر 1968      |
|             | يونسكو                                    | 7 يوليو 1953       | 29 سبتمبر 1967      |
|             | وكالة ضمان الاستثمار متعدد الأطراف        | 12 أبريل 1988      | 12 أبريل 1988       |
|             | الأمم المتحدة                             | 24 أكتوبر 1945     | 17 أكتوبر 1966      |
|             | الاتحاد البريدي العالمي                   | ?                  | ?                   |
|             | البنك الدولي للإنشاء والتعمير             | 31 ديسمبر 1945     | 25 يوليو 1968       |
|             | الاتحاد الدولي للاتصالات                  | 1908               | 26 مايو 1967        |
|             | منظمة حظر الأسلحة الكيميائية              | ?                  | ?                   |
|             | مؤسسة التمويل الدولية                     | 15 أبريل 1957      | 29 سبتمبر 1972      |
|             | المركز الدولي لتسوية المنازعات الاستشارية | 24 أكتوبر 1991     | 7 أغسطس 1969        |
|             | منظمة التجارة العالمية                    | ?                  | ?                   |
|             | منظمة الشرطة الجنائية الدولية             | ?                  | ?                   |

## وصلات خارجية
- موقع وزارة الخارجية التشيلية
- موقع وزارة الخارجية الليسوتوية